# DRG 62 sorozat
A DRG 62 egy német 2C2 tengelyelrendezésű szerkocsis gőzmozdony sorozat volt. 1928 és 1932 között gyártotta a Henschel. Összesen 15 db készült el belőle. 1973-ban selejtezték a sorozatot.